# توپولف تو-۲۸
توپولف-۱۲۸ (به انگلیسی: Tupolev Tu-28). هواپیمای رهگیر توپولف-۱۲۸ اساساً برای شناسایی اهداف پرنده در ارتفاع حداکثر۲۱۰۰۰ متر طراحی و ساخته شد تا محدوده‌های کور دفاع موشکی در سرزمین پهناور شوروی (سابق) را بپوشاند. طرح توپولوف-۱۲۸ حاصل تحقیقات گروهی از طراحان کارخانه توپولف به مدیریت «اگر» و «نزوال» بود. با استفاده از تجربه ساخت هواپیمای آزمایشی توپولف-۹۸، در طرح اولیه توپولف-۱۲۸ از موتورهای دوبرنین وی.دی. -۱۹ استفاده شده بود؛ ولی اولین پیش نمونه آن، به نام توپولف-۲۸، که در ۱۸ مارس ۱۹۶۱ برای نخستین بار پرواز کرد، به موتورهای توربو جت لیولکا ای.ال. -۷ مجهز بود.
پروازهای آزمایشی نشان داد که توپولف-۱۲۸ شدیداً دچار ضعف تعادل سمتی در سرعت‌های زیر صوتی است. رفع این مشکل و بعضی از مشکلات دیگر، تحویل اولین فروند از این هواپیما را تا اواخر سال ۱۹۶۶ به تأخیر انداخت. این هواپیما تا سال‌های دهه ۱۹۸۰ در خدمت نیروی هوایی شوروی باقی ماند تا آن که تدریجاً در دهه ۱۹۹۰ جنگنده جدیدتر میگ-۳۱ جانشین آن شد. توپولف -۱۲۸، که ناتو آنرا فیدلر نامید، دو سرنشین را حمل می‌کرد و به یک رادار آی. -باند مجهز بود.

سه نمای جنگنده توپولف-۱۲۸(فیدلر)